# Kiss 40
Kiss 40 Years: Decades of Decibels es un álbum recopilatorio de la banda de hard rock-heavy metal estadounidense Kiss lanzado a la venta el 23 de mayo de 2014 con motivo de su cuadragésimo aniversario.

## Información
- El álbum contiene una canción por cada disco que la banda ha sacado a través de su carrera incluyendo álbumes en vivo, los álbumes en solitario que se publicaron en 1978, así como canciones de otras compilaciones, los 3 álbumes en vivo instantáneos que están disponibles comercialmente por primera vez y un demo inédito llamado "Reputation".
- Es el primer disco lanzado desde que la banda fue introducido al Salón de la Fama del Rock and Roll.
- Una edición limitada en Best Buy contiene una playera.
- La edición japonesa contiene una versión exclusiva en vivo de Hell or Hallelujah (Live at Budokan 2013)

## Recepción
La recepción fue generalmente positiva. En la opinión de David Jeffries para AllMusic alabó el álbum diciendo que está "lleno de clásicos y extras deseables", pero cuestionó el disco considerándolo "extraña regla de canción por álbum" y terminando con la revisión argumentando que "éste es un triunfo de formato y la longevidad de la banda, pero necesariamente una introducción nocaut".

## Tracklisting
Disco 1
1. Nothin' to Lose (Kiss)
2. Let Me Go, Rock 'n' Roll (Hotter Than Hell)
3. C'mon and Love Me (Dressed to Kill)
4. Rock and Roll All Nite [Live] (Alive!)
5. God of Thunder [Demo] (The Box Set)
6. Beth (Destroyer)
7. Hard Luck Woman (Rock and Roll Over)
8. Reputation [Demo] (Inédito)
9. Christine Sixteen (Love Gun)
10. Shout It Out Loud [Live] (Alive II)
11. Strutter '78 (Double Platinum)
12. You Matter to Me (Peter Criss)
13. Radioactive (Gene Simmons)
14. New York Groove (Ace Frehley)
15. Hold Me, Touch Me (Think of Me When We're Apart) (Paul Stanley)
16. I Was Made for Lovin' You [Single Edit] (Dynasty)
17. Shandi (Unmasked)
18. A World Without Heroes (Music from "The Elder")
19. I Love It Loud (Creatures of the Night)
20. Down on Your Knees (Killers)
21. Lick It Up (Lick It Up)
22. Heaven's on Fire (Animalize)

Disco 2
1. Tears Are Falling (Asylum)
2. Reason to Live (Crazy Nights)
3. Let's Put the X in Sex (Smashes, Thrashes & Hits)
4. Forever [Remix] (Hot in the Shade)
5. God Gave Rock 'N' Roll to You II (Revenge)
6. Unholy [Live] (Alive III)
7. Do You Love Me? Kiss Unplugged (Kiss Unplugged)
8. Room Service [Live] (You Wanted the Best, You Got the Best!!)
9. Jungle [Radio Edit] (Carnival of Souls: The Final Sessions)
10. Psycho Circus (Psycho Circus)
11. Nothing Can Keep Me from You (Detroit Rock City (banda sonora))
12. Detroit Rock City [Live] (Kiss Symphony: Alive IV)
13. Deuce [Live] (Kiss Instant Live)
14. Firehouse [Live] (Alive: The Millennium Concert)
15. Modern Day Delilah (Sonic Boom)
16. Cold Gin [Live] (Alive 35)
17. Crazy Crazy Nights [Live] (Sonic Boom Over Europe)
18. Hell or Hallelujah (Monster)
19. Hell or Hallelujah [Live] (Sólo edición japonesa)

## Personal
- Paul Stanley: Vocalista y guitarrista rítmico
- Gene Simmons: Vocalista y bajista
- Ace Frehley: Vocalista y guitarrista principal
- Peter Criss: Vocalista y baterista
- Eric Carr: Baterista y corista
- Vinnie Vincent: Guitarrista principal y corista
- Mark St. John: Guitarrista principal y corista
- Bruce Kulick: Guitarrista principal y corista
- Eric Singer: Baterista y corista
- Tommy Thayer: Guitarrista principal y corista
- Bob Kulick: Guitarrista principal (Disco 1, pista 20)
- Anton Fig: Baterista (Disco 1, pistas 16 y 17)

- Datos: Q16911941